# Mauser
Mauser, originalmente Königliche Waffen Schmieden, es una firma fabricante de armas fundada en 1811 en Isny im Allgäu, Baden-Württemberg. Su línea de fusiles de cerrojo y pistolas semiautomáticas se ha producido desde la década de 1870 para las fuerzas armadas alemanas. A finales del siglo XIX y principios del XX, los diseños de Mauser también se exportaron y se licenciaron a muchos países que los adoptaron como armas de fuego deportivas militares y civiles. El modelo 98 de Mauser en particular fue ampliamente adoptado y copiado, y es la base de muchos de los rifles de cerrojo deportivos actuales.

## Historia

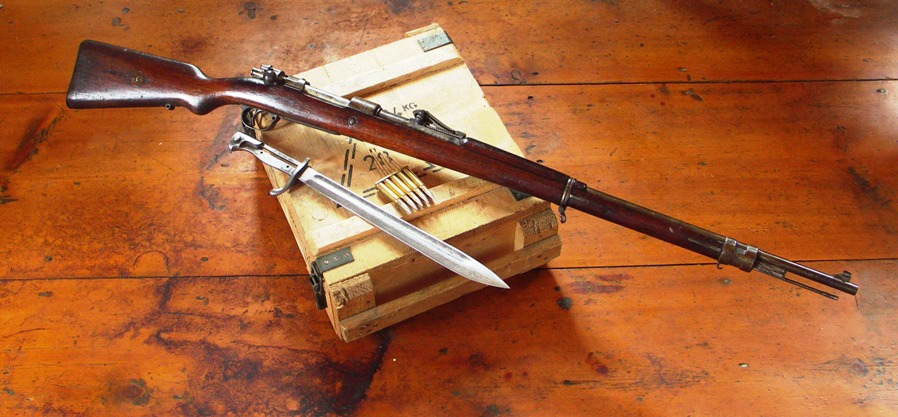
Mauser modelo 98

Tuvo una gran expansión gracias a la superior calidad de sus productos y a los encargos recibidos por los ejércitos de Prusia, del Segundo Imperio Alemán y más tarde del Tercer Reich.
Sus modelos fueron exportados a todo el mundo y tomados como base para la producción de multitud de fusiles de repetición manual con sistema de cerrojo. Un ejemplo son los fusiles Modelo 70 de la marca estadounidense Winchester, basados en el sistema del M98 de Mauser.
El Real Decreto de 7 de diciembre de 1893 declaró reglamentaria en España una de las armas más modernas de la época: el Fusil Mauser español Modelo 1893, de 7,57 mm., (que sustituiría al fusil Remington 71/89 calibre 11 mm, modelo reformado del original estadounidense). La vida útil de tan eficaz arma superó a la Guerra Civil, aunque las milicias prefirieran utilizar una versión recortada: mosquetón Mauser español 1916 con 7,57 mm de calibre, igual al modelo de 1893, y cuyas diferencias son un cañón más corto (el del fusil mide 73 cm y el del mosquetón 55 cm,), el punto de mira y la manilla del cerrojo, curva en mosquetón y recta en el fusil. 
Aunque después de la Segunda Guerra Mundial, la fábrica de Oberndorf am Neckar estuvo bajo control francés y la fábrica Waffenfabrik Mauser AG fue desmantelada y todos los registros de la fábrica fueron destruidos. En 1948 tres antiguos ingenieros de Mauser (Edmund Heckler, Theodor Koch y Alex Seidel) continuaron con la producción y fundaron la Heckler & Koch. El resto en su mayor parte se trasladaron a trabajar a España, en la recién creada CETME.
La fábrica Mauser prosigue en la actualidad con la producción, fabricando armas para caza y safari.

## Principales productos
- Fusil Mauser 98
- Carabina Mauser Kar 98k
- Pistola Mauser C96